# Macroditassa carolina
Macroditassa carolina är en oleanderväxtart som beskrevs av G. Morillo. Macroditassa carolina ingår i släktet Macroditassa och familjen oleanderväxter. Inga underarter finns listade i Catalogue of Life.